# Molière (film din 1978)
Molière este un film dramatic francez din 1978 regizat de Ariane Mnouchkine⁠(d). A fost înscris la Festivalul de Film de la Cannes din 1978.

## Rezumat
Jean-Baptiste Poquelin este crescut de tatăl și de bunicul său pentru că mama lui a murit când el era la o vârstă fragedă. Lucrează ca om bun la toate, studiază dreptul la o universitate și călătorește prin țară ca actor înainte de a deveni celebrul dramaturg Molière, care îl impresionează în primul rând pe Ducele de Orleans și apoi chiar și pe regele Ludovic al XIV-lea.

## Distribuție
- Philippe Caubère⁠(d) - Molière / Moartea
- Frédéric Ladonne - Molière, copil
- Jonathan Sutton - La Grange
- Julien Maurel - Prietenul lui Molière
- Philippe Cointepas - Tovarășii lui Molière
- Maurice Chevit⁠(d) - preotul școlii
- Odile Cointepas - mama
- Armand Delcampe - Tatăl
- Jean Dasté⁠(d) - Bunicul
- Joséphine Derenne - Madeleine Béjart
- Brigitte Catillon⁠(d) - Armande Béjart
- Mario Gonzáles - Scaramouche⁠(d)
- Albert Delpy⁠(d) - Nicolas Boileau
- Guy-Claude François - Omul-pasăre
- Michel Hart - Les devots
- Alfred Simon - Les devots
- Marie-Françoise Audollent⁠(d)
- Jean Brard